# المشاكل (أيرلندا)
المشاكل (بالأيرلندية: Na Trioblóidí) هي صراع قوميّ حدث في أيرلندا الشمالية خلال أواخر القرن العشرين. يُعرف هذا الصراع أيضاً باسم نزاع أيرلندا الشماليّة ويوصف أحيانًا على أنّه «حرب عصابات» أو «نزاع منخفض الحدّة». بدأ الصراع في أواخر ستينيّات القرن العشرين، وعادةً ما يُعتبر أنّه انتهى في عام 1998 من خلال اتّفاق الجمعة العظيمة (أو اتّفاق بلفاست). على الرغم من أنّ النزاع قد بدأ أساساً في إيرلندا الشماليّة إلّا أنّ العنف الناتج عنه قد امتدّ –في بعض الأحيان– إلى أجزاء من جمهوريّة إيرلندا، وإنجلترا، وإلى أوروبّا القارّيّة.
كان الصراع في المقام الأول سياسيّاً وقوميّاً، تغذّيه الأحداث التاريخية، بالرّغم من أنّ الصراع لم يكن صراعاً دينيّاً إلّا أنّه قد كان له بعد عرقيّ أو طائفيّ. كانت القضية الرئيسيّة هي الوضع الدستوري لأيرلندا الشمالية، فقد أراد الاتّحاديّون/ الموالون الأولستريّون –الذين كانوا بمعظمهم من أتباع مذهب البروتستانت– أن تبقى إيرلندا الشماليّة داخل المملكة المتحدة، أمّا القوميون الإيرلنديون/ الجمهوريون، –ومعظمهم من الكاثوليك– فقد أرادوا أن تغادر أيرلندا الشمالية المملكة المتّحدة وتنضمّ إلى أيرلندا الموحّدة.
بدأ النزاع خلال حملة لإنهاء التمييز ضدّ الأقلّيّة الكاثوليكيّة/ القوميّة من قبل الحكومة وقوة الشرطة البروتستانتية/ الاتّحاديّة. حاولت السلطات قمع هذه الحملة الاحتجاجية، وتمّ اتّهامها باستخدام العنف لتفريق المتظاهرين، كما قوبلت هذه الحملات الاحتجاجيّة بالعنف أيضاً من الموالين الذين زعموا أنّها كانت جبهة جمهوريّة موحّدة. أدّى تصاعد العنف بين الطوائف، والنزاع بين الشباب القوميّ والشرطة، في شهر أغسطس/ آب من عام 1969 إلى أعمال شغب، انتشرت على أثرها القوّات البريطانيّة في المنطقة. رحّب بعض الكاثوليك في البداية بدخول الجيش كقوّة تميل لكونها أكثر حياديّة، لكن سرعان ما تغيّر هذا الواقع وتحوّل بنظرهم إلى جيشٍ عدائيّ ومنحاز. أدى ظهور المنظّمات شبه العسكريّة المسلّحة إلى نشوء حرب لاحقة استمرّت لثلاثة عقود.
كان المشاركون الرئيسيون في المشاكل هم الجماعات الجمهوريّة شبه العسكريّة مثل الجيش الجمهوريّ الأيرلنديّ المؤقّت (IRA) وجيش التحرير الوطنيّ الأيرلنديّ (INLA)، والجماعات شبه العسكريّة الموالية مثل قوّة متطوّعي أولستر (UVF) ورابطة الدفاع عن أولستر (UDA) وقوّات أمن الدولة البريطانية – الجيش البريطاني وشرطة أولستر الملكية (RUC)؛ والنشطاء السياسيّين والسياسيّين. لعبت قوّات الأمن للجمهورية دورا صغيراً في النزاع أيضاً. نفذت الجماعات شبه العسكريّة الجمهوريّة حملة حرب عصابات ضدّ قوات الأمن البريطانية، فضلاً عن حملة قصف ضد البنية التحتيّة والأهداف التجارية والسياسيّة. استهدف الموالون الجمهوريّون/ القوميّون المجتمع الكاثوليكيّ بشكلٍ عام، في تصرّف زعموا أنّ دوافعه ثأريّة. كانت هناك في بعض الأحيان نوبات من العنف الطائفي المتبادل. تعهّدت قوّات الأمن البريطانية بالقيام بدور الشرطة وبمكافحة تمرّد الجمهوريين بالدرجة الأولى. كانت هناك بعض حالات التواطؤ بين قوات الأمن البريطانية والموالين لها. شملت المشاكل أيضًا العديد من أعمال الشغب والاحتجاجات الجماعيّة وأعمال العصيان المدني، وأدّت إلى عزل إيرلندا الشماليّة وخلق مناطق محظورة.
قُتل خلال النزاع أكثر من 3500 شخص، 52% منهم من المدنيّين و32% منهم أعضاء في قوّات الأمن البريطانيّة، أمّا الباقين فقد كانوا أعضاءً في التنظيمات شبه العسكريّة. حدثت منذ توقيع اتفاقية الجمعة العظيمة بعض أعمال العنف المتقطّع، بما في ذلك حملة من قبل الجمهوريّين المناهضين لوقف إطلاق النار.

## نظرة عامّة
يشير مصطلح «المشاكل» إلى ثلاثة عقودٍ من النزاع بين القوميّين (الذي يعتبرون أنفسهم أنّهم كاثوليكيّين إيرلنديّين أو رومانيّين) والاتّحاديّين (الذين يعتبرون أنفسهم بشكلٍ عامّ بريطانيّين أو بروتستانت). تمّ استخدام مصطلح «المشاكل» بشكل مقترن مع حرب الممالك الثلاث، وتمّ استخدامه أيضاً لوصف فترة الثورة الأيرلنديّة في أوائل القرن العشرين، وتمّ تبنّي المصطلح في وقت لاحق للإشارة إلى تصاعد أعمال العنف في إيرلندا الشماليّة بعد عام 1969. اتّسم النزاع بالحملات المسلّحة للجمهوريّين الإيرلنديّين والمجموعات شبه العسكريّة التابعة للموالين الأوستريين، وقوّات الأمن التابعة للدّولة البريطانيّة (الجيش البريطانيّ ووقوّة شرطة أوليستر الملكية (RUC)) والتي أصبحت محور أطول حملة كبرى في تاريخ الجيش البريطانيّ. كان موقف الحكومة البريطانيّة متمثّلاً بوقوف قوّاتها على مسافة واحدة من كلّ أطراف النزاع، محاولةّ بذلك المحافظة على القانون والنظام في إيرلندا الشماليّة، والحفاظ أيضاً على حقّ شعب إيرلندا الشماليّة بتقرير مصيره بطريقة ديموقراطيّة. يعتبر القوميّون قوّات الدولة قوّاتَ احتلالٍ أو قوّات منحازة في الصراع. ركّزت قوّات الأمن البريطانيّة على الجماعات شبه العسكريّة الجمهوريّة والناشطين الجمهوريّين، وأكّد تحقيق «بالاست» الذي قام به أمين مظالم الشرطة الإيرلنديّة أنّ بعض الضبّاط البريطانيّين قد تآمروا عدّة مرّات مع الجماعات شبه العسكريّة الموالية، وشاركوا في عمليّات القتل، وعرقلوا مسار الحلّ العادل أثناء التحقيق في جرائم القتل والتآمر. انتهت «المشاكل» في نهاية المطاف من خلال عمليّة سلميّة مضطّربة شملت إعلان وقف إطلاق النار من قبل معظم المنظّمات شبه العسكريّة، وسحب سلاح الجيش الجمهوري الإيرلندي، وإعادة تشكيل الشرطة، وانسحاب الجيش البريطاني بالمقابل من الشوارع ومن المناطق الحدوديّة الحسّاسة مثل أرمغ الجنوبيّة ومقاطعة فيرمانا، وذلك كما ورد في اتّفاقيّة بلفاست (المتعارف عليها باسم «اتفاق الجمعة العظيمة») التي وقّعت عليها الأطراف المعنيّة. نصّ أحد بنود الاتّفاق على بقاء إيرلندا الشماليّة داخل المملكة المتّحدة إلّا في حال صوّت أغلبية الناخبين في إيرلندا الشماليّة على خلاف ذلك. تمّ أيضاً –بموجب الاتّفاق– تشكيل سلطة تنفيذيّة في إيرلندا الشماليّة، وهي حكومة مطوّرة مشاركة في السلطة وتتألّف من أحزاب اتّحاديّة وقوميّة على حدّ سواء.
على الرغم من أنّ عدد المشاركين النشطين في الصراع كان صغيراً نسبيّاً إلّا أنّ «المشاكل» قد أثّرت على الحياة اليوميّة للكثيرين من سكّان إيرلندا الشماليّة، ووصل تأثيرها في بعض الأحيان إلى إنكلترا، وجمهوريّة إيرلندا، وإلى بعض أجزاء أوروبّا القارّيّة.

## خلفيّة

### 1608–1791
تمّ في عام 1609 منح المستوطنين الاسكتلنديّين والإنكليز المعروفين بعملهم بالزراعة أراضٍ صودرت من الإيرلنديّين الأصليّين في أولستر، إلى جانب هجرة البروتستانت إلى المناطق غير المزروعة في أولستر، وخاصّة في مقاطعتي أنتريم وداون، وهو ما أدّى إلى نشوء صراعٍ بين الكاثوليكيّين الأصليّين والمزارعين، والذي أدّى بدوره إلى صراعين دينيّين دمويّين اثنين، الأوّل معروف باسم حرب الإحدى عشر عام (أو الحرب الأهليّة الأيرلنديّة) (1641–1653) وعُرف الصراع الثاني باسم حرب ويلياميت (1689–1691)، وكلاهما انتهى بانتصار البروتستانت. 
تم ضمان السيطرة الأنجليكانية على أيرلندا من خلال إقرار قوانين العقوبات التي تقيّد الحقوق الدينيّة والقانونيّة والسياسيّة لأيّ شخص (بما في ذلك الكاثوليك والبروتستانت المعارضين كأعضاء الكنيسة المشيخيّة) الذين لم يكونوا على وفاق مع الكنيسة الرسميّة للدولة «كنيسة أيرلندا الأنجليكانيّة». ازداد في الفترة التي بدأ فيها التخلّص التدريجي من قوانين العقوبات خلال الجزء الأخير من القرن الثامن عشر انتشار التنافسُ على الأرض، حيث تمّ في تلك الفترة رفع القيود المفروضة على إمكانيّة الكاثوليك الإيرلنديّين على الاستئجار. نشأت أيضاً توتّرات نتيجة للسماح للروم الكاثوليك بشراء الأراضي والدخول في صفقات تم حظرها عليهم سابقًا وهو ما أدى إلى ظهور منظّمة «بيب أو داي بويز Peep O'Day Boys» الزراعيّة البروتستانتية [50] وجمعيّة «المدافعين» الكاثوليكية، تسبّب ذلك في حدوث استقطاب بين الطوائف وإلى تقليص عدد الإصلاحيين البروتستانت، الذين كانوا –في غالبيّتهم– أكثر تقبّلاً للإصلاح الديموقراطي.